# Пичвиани (Тианетский муниципалитет)
Пичвиани (груз. ფიჭვიანი) — село в Грузии, на территории Тианетского муниципалитета края (мхаре) Мцхета-Мтианети.

## География
Село находится в центральной части Грузии, к северу от реки Иори, на расстоянии приблизительно 21 километра (по прямой) к юго-востоку от посёлка городского типа Тианети, административного центра муниципалитета. Абсолютная высота — 1096 метров над уровнем моря.

## Население
По результатам официальной переписи населения 2014 года в Пичвиани проживало 5 человек (2 мужчины и 3 женщины). В национальной структуре населения грузины составляли 100 %.
| Год  | Население, человек |
| ---- | ------------------ |
| 2002 | 18                 |
| 2014 | ↘ 5                |